# Императрис

Императрис на карте штата.

Императрис (порт. Imperatriz) — муниципалитет в Бразилии, входит в штат Мараньян. Составная часть мезорегиона Запад штата Мараньян. Входит в экономико-статистический микрорегион Императрис и городскую агломерацию Императрис. Население составляет 247 505 человек на 2010 год. Занимает площадь 1 368,987 км². Плотность населения — 180,79 чел./км². Праздник города — 16 июля. 

## Демография
Согласно сведениям, собранным в ходе переписи 2010 г. Национальным институтом географии и статистики (IBGE), население муниципалитета составляет:
| Полное население                               | Полное население                               | Полное население                               | Полное население                               | 247 505 |
| ---------------------------------------------- | ---------------------------------------------- | ---------------------------------------------- | ---------------------------------------------- | ------- |
| в том числе:                                   | Городское население                            | 234 547                                        | Процент городского населения, %                | 94,76   |
|                                                | Сельское население                             | 12 958                                         | Процент сельского населения, %                 | 5,24    |
|                                                | Мужское население                              | 119 227                                        | Процент мужского населения, %                  | 48,17   |
|                                                | Женское население                              | 128 278                                        | Процент женского населения, %                  | 51,83   |
| Плотность населения, чел/км²                   | Плотность населения, чел/км²                   | Плотность населения, чел/км²                   | Плотность населения, чел/км²                   | 180,79  |
| Население муниципалитета в % к населению штата | Население муниципалитета в % к населению штата | Население муниципалитета в % к населению штата | Население муниципалитета в % к населению штата | 3,76    |

По данным оценки 2016 года, население муниципалитета составляет 253 123 жителя.

## История
Город основан 16 июля 1856 года.

## Спорт
В городе базируется футбольный клуб ЖВ Лидерал.

## Статистика
- Валовой внутренний продукт на 2005 год составляет 1 745 264 000,00 реалов (данные: Бразильский институт географии и статистики).
- Валовой внутренний продукт на душу населения на 2005 год составляет 7598,97 реалов (данные: Бразильский институт географии и статистики).
- Индекс развития человеческого потенциала на 2000 год составляет 0,722 (данные: Программа развития ООН).

## География
Климат местности: тропический.